# Stipa confusa
Stipa confusa är en gräsart som beskrevs av Dmitrij Litvinov. Stipa confusa ingår i släktet fjädergrässläktet, och familjen gräs. Inga underarter finns listade i Catalogue of Life.